# 'Aïn el Amara
'Aïn el Amara är en källa i Algeriet.   Den ligger i provinsen El Bayadh, i den norra delen av landet, 400 km söder om huvudstaden Alger. 'Aïn el Amara ligger 826 meter över havet.
Terrängen runt 'Aïn el Amara är huvudsakligen lite kuperad. 'Aïn el Amara ligger nere i en dal.  Runt 'Aïn el Amara är det mycket glesbefolkat, med 2 invånare per kvadratkilometer. Närmaste större samhälle är Brezina, 8,4 km nordost om 'Aïn el Amara. Trakten runt 'Aïn el Amara är ofruktbar med lite eller ingen växtlighet.